# Pangrapta porphyria
Pangrapta porphyria là một loài bướm đêm trong họ Erebidae.